# Visakhapatnam (distrikt)
Vishākhapatnam är ett distrikt i Indien.   Det ligger i delstaten Andhra Pradesh, i den sydöstra delen av landet, 1 400 km söder om huvudstaden New Delhi. Antalet invånare är 4 290 589. Arean är 11 161 kvadratkilometer. Vishākhapatnam gränsar till Malkangiri.
Terrängen i Vishākhapatnam är varierad.
Följande samhällen finns i Vishākhapatnam:
- Visakhapatnam
- Gajuwaka
- Anakāpalle
- Bhīmunipatnam
- Narsīpatnam
- Chodavaram
- Vepagunta
- Elamanchili
- Pūdimadaka
- Mādugula
- Etikoppāka
- Yārāda
- Akasahebpet